# Yang Hao (érudit)
Pour les articles homonymes, voir Yang Hao.
Yang Hao ((zh)) (?-1629) est un érudit officiel de la dynastie Ming chinoise.
Ayant commencé sa carrière politique comme magistrat d'un xian, Yang est nommé inspecteur-général (經略) des troupes Ming envoyées pour soutenir la dynastie Joseon au cours de sa lutte pour repousser la deuxième invasion japonaise de Corée de 1596 à 1598. En raison de sa tentative pour dissimuler la défaite chinoise au siège d'Ulsan en la faisant passer pour une victoire, Yang est rappelé du poste de commandement et ne reçoit pas de commission importante avant d'être nommé gouverneur (巡撫) du Liaodong (遼東) en 1610. Cependant, à l'issue de la bataille de Sarhu (1618–1619), contre les rebelles Jurchens, emmenés par Nurhaci, les armées Ming, sous le commandement de Yang, subissent une défaite catastrophique. Yang est tenu responsable et emprisonné jusqu'à ce qu'il soit décapité en 1629.

## Source de la traduction
- (en) Cet article est partiellement ou en totalité issu de l’article de Wikipédia en anglais intitulé « Yang Hao (scholar) » (voir la liste des auteurs).